# Geroldsau

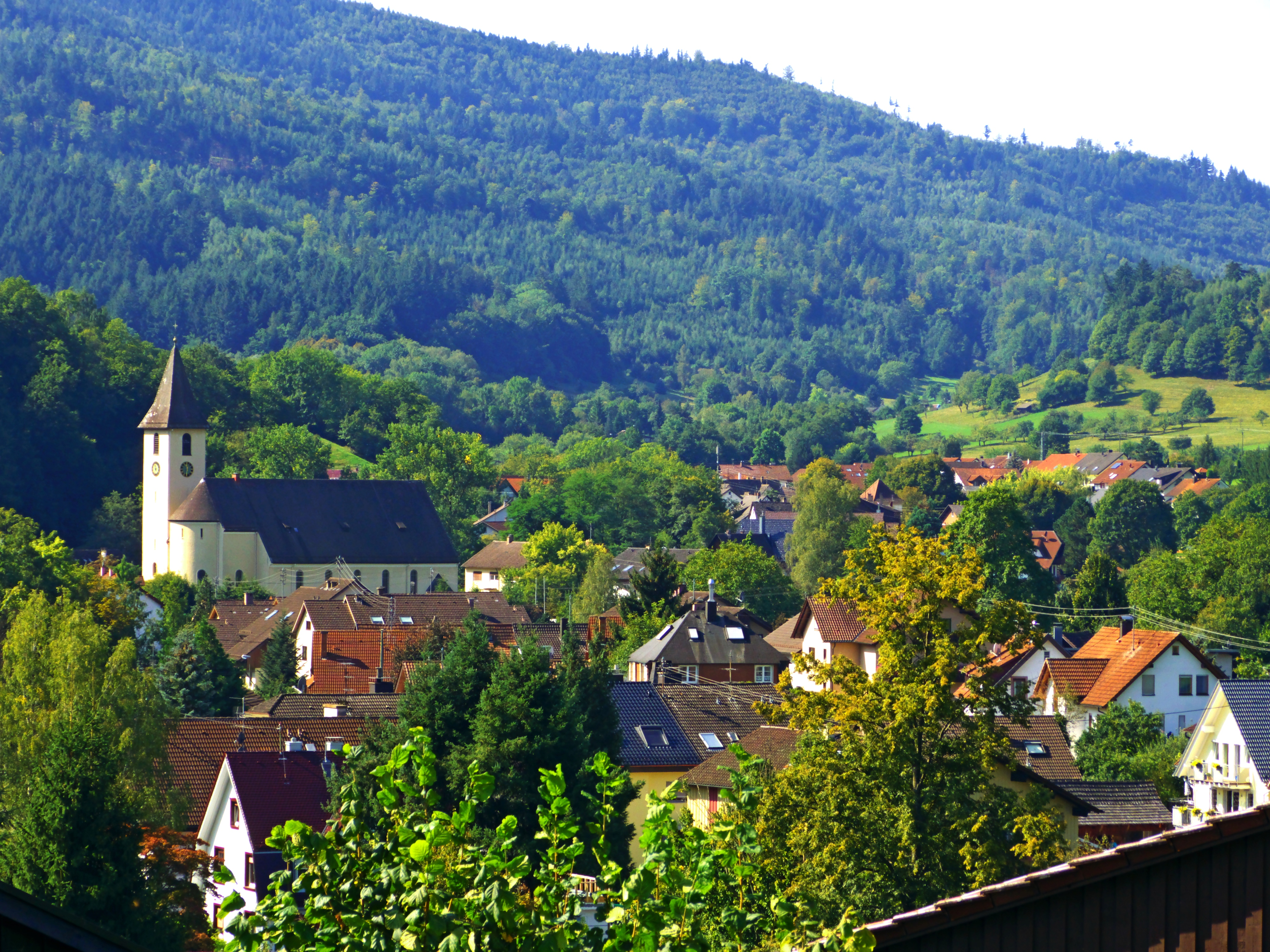
Geroldsau, links die Heilig-Geist-Kirche

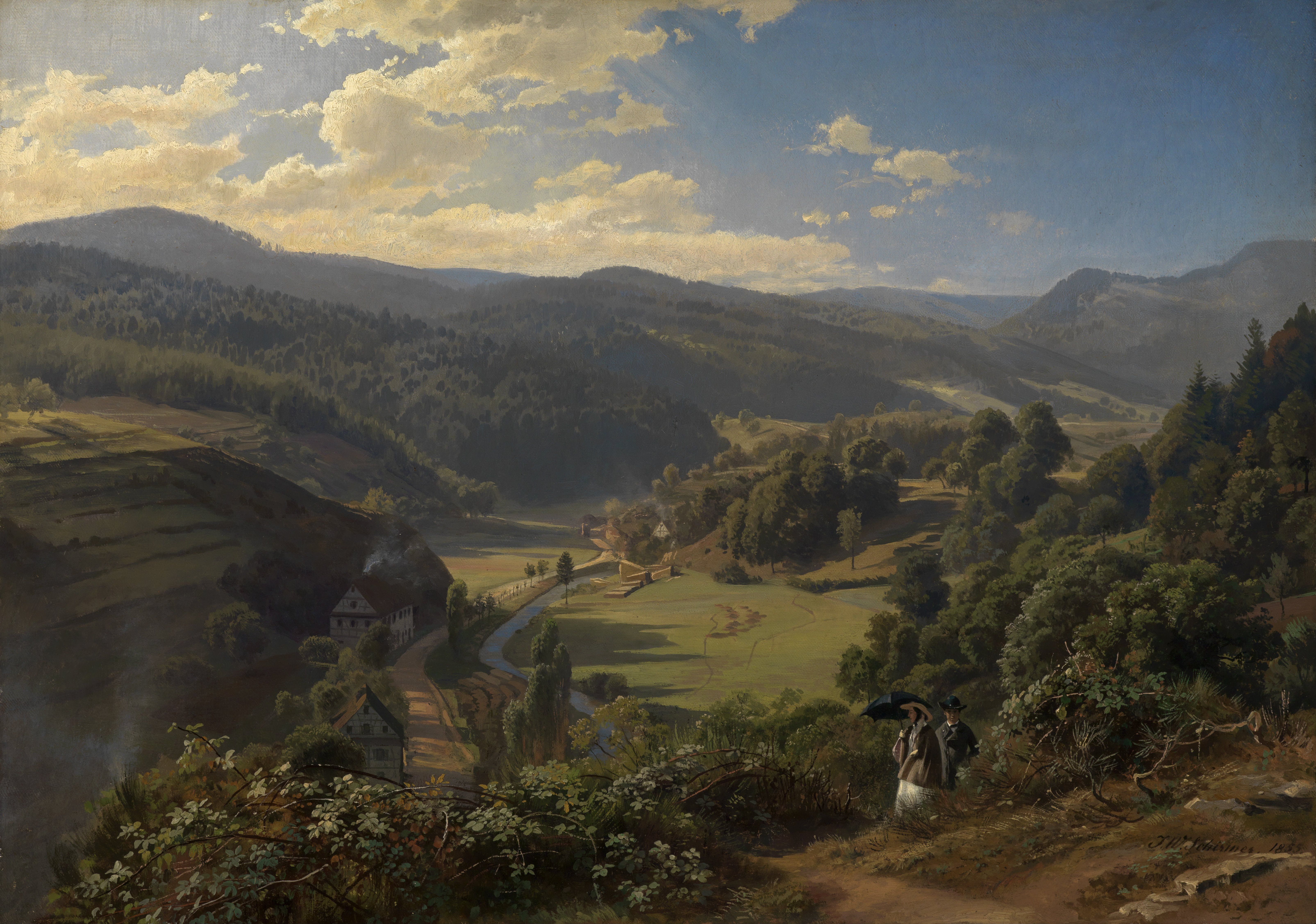
Das Geroldsauer Tal bei Baden-Baden, Landschaftsgemälde (1855) von Johann Wilhelm Schirmer

Der Ort Geroldsau ist ein Wohnplatz des Baden-Badener Stadtteils Lichtental im Nordschwarzwald.

## Geschichte und Gegenwart
Geroldsau (Gerhartisowe) wurde 1253 erstmals erwähnt und kam 1288 zu Lichtental.
In dem vom Grobbach durchflossenen Straßendorf leben etwa 1000 Einwohner. In der Ortsmitte steht die Heilig-Geist-Kirche, die 1937 erbaut wurde. Weiterhin gibt es einen Sportplatz und eine Mehrzweckhalle, die Grobbachhalle. Durch Geroldsau verläuft die B 500, die Schwarzwaldhochstraße. Es gibt vier Vereine: die Musikkapelle Geroldsau, den Gesangsverein Merkur, den Turnverein Geroldsau und den Bürgerverein Höllenwölfe, der in erster Linie als Fasnachtsverein bekannt ist.

## Sehenswertes
Eine Sehenswürdigkeit ist der Geroldsauer Wasserfall, der auch von Johannes Brahms zusammen mit Clara Schumann und Gustave Courbet aufgesucht wurde.
Im Heschmattweg steht die kleine, 1855 im historistischen Stil erbaute Marienkapelle. 2015 eröffnete am Ortsanfang die Geroldsauer Mühle. Der aus Weißtanne im Schwarzwaldstil errichtete Bau beherbergt Gastronomie- und Marktbetrieb mit regionalen und saisonalen Waren, Veranstaltungsflächen sowie eine Ausstellung zur Natur- und Kulturlandschaft des Schwarzwaldes.